# Santa Rosa de Lima (Paraguay)
Santa Rosa de Lima es una ciudad y distrito del departamento de Misiones en Paraguay, es una de las más importantes ciudades con influencia jesuita.

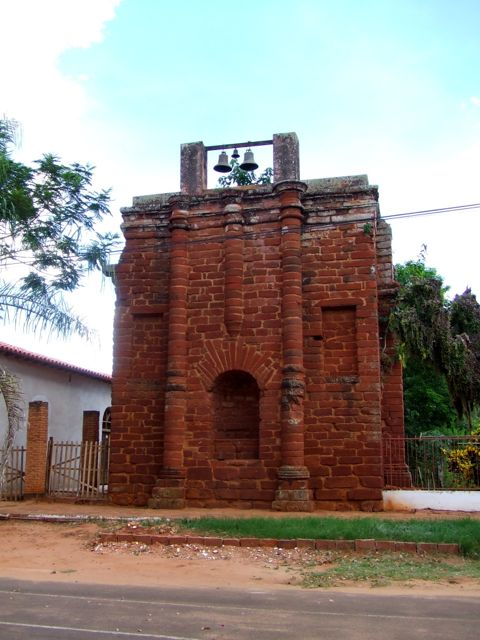
Campanario (Torre Jesuítica) frente a la Plaza Mariscal Estigarribia.

## Historia
Fue descubierta por primera vez por el Padre Jesuita Jacobo Ranzonier, según su propio testimonio, un hermoso día cabalgando sobre un caballo divisó a lo lejos una verduzca colina, por la exuberante y tupida vegetación que la rodeaban, compuesta por palmeras, cocoteros y naranjos. Al explorar la zona, quedó profundamente admirado, por la belleza natural del lugar, en su regreso a su vivienda de Santa María de Fe, inspira a las familias aldeanas de la reducción a acompañarlo en la misión fundacional, el 2 de abril de 1698.
Santa Rosa, es una ciudad apasionante, donde además de invitar al visitante a recrear la experiencia vivida en las reducciones jesuíticas, a través de los importantes vestigios de su patrimonio arquitectónico, tales como el campanario, la casa de los indios y la Capilla de Loreto, los frescos hechos en oleos de la época. Posee ambientes naturales culturales, aún no descubiertas como los cerros que la rodean. Constituyéndose en patrimonio paisajístico natural; sitios ideales para la propuesta de turismo verde.
A la altura de 3 de Mayo, se encuentra El Pombero Pyporé, una piedra milagrosamente mantenida verticalmente, donde con nitidez, puede verse una huella que se dice que es del pombero. Durante la escalada al Cerro Alto, el visitante puede observar diversos atractivos conformados por una variada riqueza de plantas medicinales y arbustos, así como grandes piezas de piedras rojizas, que han tomado formas peculiares, como el Ita balanza y el Ita barco.
Desde los cerros se pueden observar, las campiñas y paisajes selváticos, que inspiran al hombre a convivir en armonía con la naturaleza.
A 12 km de la ciudad cruzando la compañía de San Gabriel y el paraje de Santa, se abre un viejo callejón “Jahe o”, que conduce a los bellos humedales del río Tebicuary, rodeado de blancos arenales y salvaje vegetación que ofrece al visitante una experiencia única e inolvidable. Además cuenta con variados servicios de balnearios, hotelerías.
Existen numerosos establecimientos granjeros y ganaderos. En la Agricultura, los productores han heredado saberes ancestrales de los indígenas, por lo que en la década del 70, adquirió reconocimiento nacional, por la excelente calidad de fibras de algodón producido, denominándose, “Capital del Oro blanco”. Actualmente se destaca por la producción de arroz, algodón, caña dulce, este último rubro altamente producido por los antiguos agricultores de la reducción de Santa Rosa y producto diversificado de autoconsumo. La cultura autóctona de la tierra Jesuítica guaraní se ha construido por el conglomerado de saberes, legado por las generaciones pasadas, su evolución a través del tiempo, hasta nuestros días. El mate, el tereré, son costumbres típicas y arraigadas en los pobladores roseños, así como el amor por la expresión hacia el arte y la cultura auténticamente tradicional.

## Geografía
Ubicada a 257 km al sur de Asunción, se llega a Santa Rosa, por Ruta I “Mcal.Francisco Solano López”. Está ubicada sobre una colina y adornada con una exuberante vegetación.

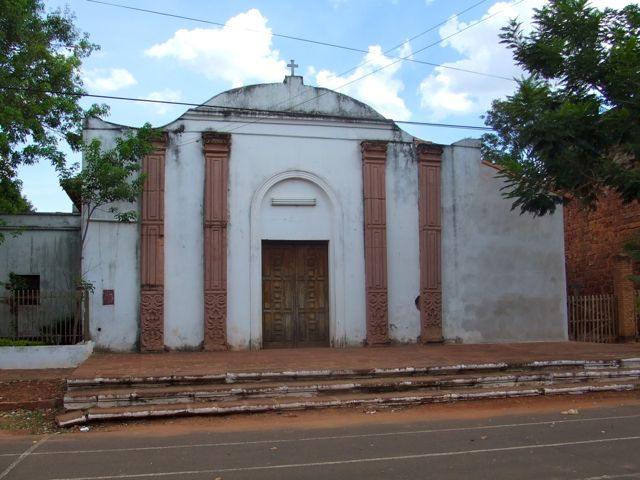
Frente de la Iglesia Santa Rosa de Lima.

## Clima
En verano, la temperatura máxima es de 43 °C, la mínima en invierno generalmente es de 0 °C. La media anual es de 21 °C.

## Demografía
Santa Rosa cuenta con una población de 16 403 habitantes, según datos oficiales del censo paraguayo de 2022.

## Economía
Santa Rosa es reconocida por la producción agropecuaria y ganadera. Existen numerosos establecimientos granjeros y ganaderos. En la Agricultura, los productores han heredado saberes ancestrales de los indígenas, por lo que en la década del 70, adquirió reconocimiento nacional, por la calidad de fibras de algodón producido, denominándose, “Capital del Oro blanco”.
Se destaca por la producción de arroz, algodón, caña dulce, este último rubro altamente producido por los antiguos agricultores de la reducción de Santa Rosa y producto diversificado de autoconsumo.

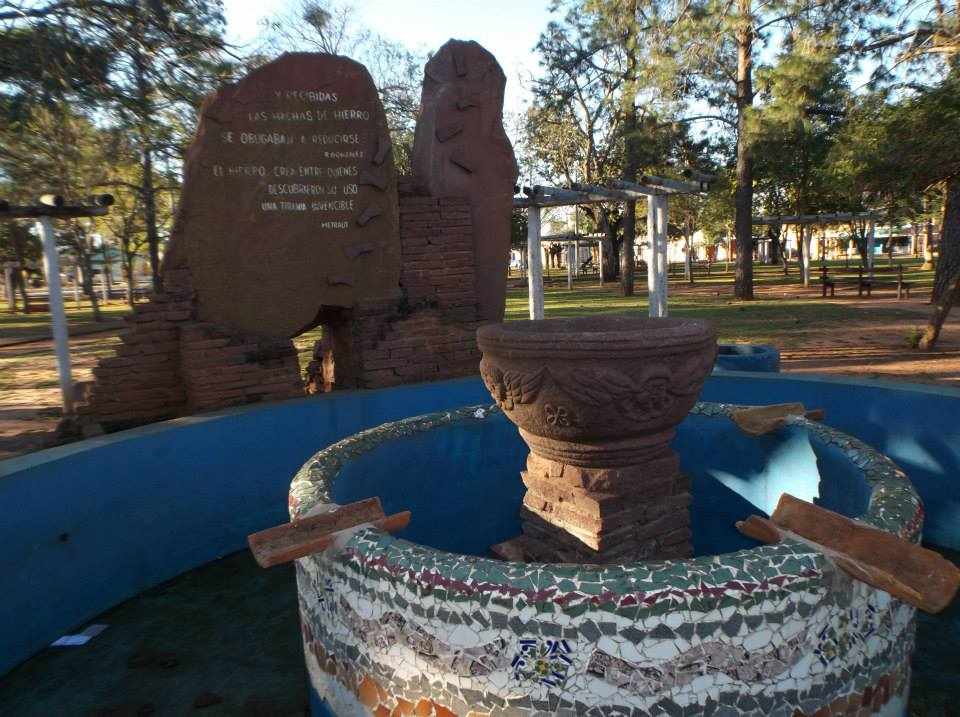
Plaza de Santa Rosa de Lima.

## Cultura
La cultura autóctona de la tierra Jesuítica guaraní se ha construido por el conglomerado de saberes, legado por las generaciones pasadas, su evolución a través del tiempo, hasta nuestros días. El mate, el tereré, son costumbres típicas y arraigadas en los pobladores roseños.
Lugares históricos de Santa Rosa:
- Capilla Virgen de Loreto: construida en época de las misiones, conserva importantes rasgos de la época colonial.
- Iglesia de Santa Rosa de Lima, la primera santa del continente americano, la ornamentación y decoración recrean el estilo jesuita.
- El Museo Jesuítico de Santa Rosa y el Museo Capilla de Loreto.
- Al costado de la Plaza Mariscal Estigarribia se erige el Campanario de 20 metros de altura, construido en piedra roja, una de las más importantes construcciones de las épocas jesuíticas.
- La Casa de Indios es una muestra del pasado jesuítico y conserva con cierta integridad las antiguas viviendas convertidas en comercios. Alrededor se observan edificios coloniales.
- En el centro de la Plaza Mcal. Estigarribia se encuentra una fuente con monumentos históricos, rodeada de figuras talladas en piedra, se destaca la particular figura del Kurupí, duende de la mitología, creado por el artista Koki Ruíz.
- Un gran bloque de piedra oscilante, a un lado del Cerro, a la altura de la Compañía 3 de Mayo, un monumento natural, el "Itá Balanza".

## Personalidades
- Ángel Cardozo, futbolista
- Beto Ayala, actor, bailarín y locutor
- David Mendoza, futbolista
- Juan Afara, vicepresidente de Paraguay 2013-2018
- Larson Díaz, lanzador de jabalina
- Mauro Lugo, poeta y traductor

## Números de emergencia
Hospital Distrital de Santa Rosa +595 858 285 226
Comisaría 5.ª de Santa Rosa +595 858 285 371
Bomberos Voluntarios km 43 +595 858 285 744